# Alfred Hugenberg

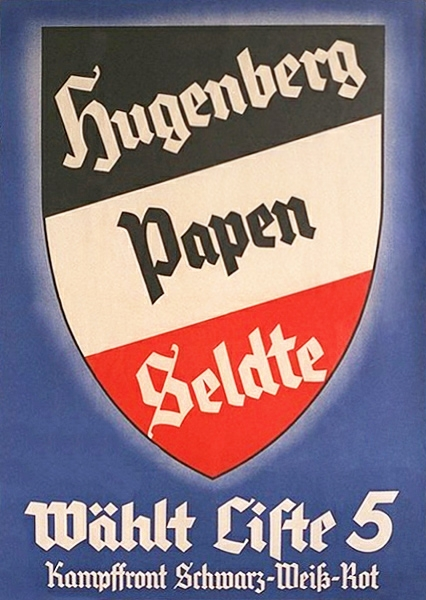
Valaffisch för Alfred Hugenberg, Franz von Papen och Franz Seldte 1933.

Alfred Hugenberg, född 19 juni 1865 i Hannover, död 12 mars 1951, var en tysk jurist, ekonom, affärsman och politiker.

## Biografi
Hugenberg var son till Karl Hugenberg, som var ledamot av kungariket Preussens parlament innan Tysklands enande 1871. Hugenberg studerade juridik vid flera tyska universitet, bl.a. Heidelberg och Berlin. 
1888 blev han filosofie doktor i Strassburg, och blev därefter preussisk statstjänsteman. 1892 deltog Hugenberg i grundandet av All deutscher Verband, arbetade därefter som regeringsassessor i Posen och i kolonialverksamheter och blev senare direktör för jordbrukarnas centralbank. Han blev 1903 föredragande råd i Preussens finansministerium, 1907 direktör för berg- och metallbanken i Frankfurt am Main och var 1909-18 ordförande i Kruppkoncernen i Essen. Hugenberg oranganiserade från 1916 och ledde det konservativa Scherlförlaget i Berlin och skapade genom sin telegramagentur (Telegrapheunion) ett mäktigt verktyg för att påverka opinionen. 1927 anknöts Ufa, det stora filmföretaget, till hans koncern. Hugenbergs mål var att driva konservativ propaganda bland massorna och vinna dem för en nationell politik.
1919 var Hugenberg medlem av nationalförsamlingen och valdes 1920 till ledamot av riksdagen för det tysknationella konservativa partiet, Deutschnationale Volkspartei, DNVP. Hugenberg förde efter första världskriget en intensiv strid mot Versaillesfredens bestämmelser och bidrog genom sin propagandaverksamhet till nationalismens spridning i mellankrigstidens Tyskland.
I oktober 1928, efter DNVP:s katastrofala valnederlag, blev Hugenberg partiets ordförande, och han drev snabbt partiet i en allt mer radikalkonservativ och nationalistisk riktning, vilket bland annat innebar att partiet övergav en av sina absoluta hjärtefrågor, återinförandet av den tyska monarkin. Detta ledde till att många av partiets ledamöter hoppade av och bildade Konservativa Folkpartiet (KVP) 1929. Under Hugenberg inledde DNVP 1931 dessutom ett samarbete med nazisterna, vilket ledde till att Adolf Hitler kunde bilda en nazistledd regering 1933, där Hugenberg satt med som näringsminister. 1934 förbjöds dock alla politiska partier, inklusive DNVP, utom Nationalsocialistiska tyska arbetarepartiet (NSDAP). Hugenberg fick trots detta behålla sin plats i den tyska riksdagen ända fram till 1945.
Hugenbergskoncernen föll sönder efter 1934, eftersom den nazityska staten tog kontroll över samtliga självständiga medier, även Hugenbergs nationalkonservativa press. Hugenberg togs i fängsligt förvar av de allierade efter Tysklands kapitulation 1945, men inga åtal väcktes. Hugenberg avled 1951.